# Le Paysan de Paris
Le Paysan de Paris est un ouvrage de Louis Aragon publié aux Éditions Gallimard en 1926 et dédié au peintre surréaliste André Masson. Le livre se compose de quatre textes : « Préface à une mythologie moderne », « Le Passage de l’Opéra », « Le Sentiment de la Nature aux Buttes-Chaumont » et « Le Songe du paysan », le premier et le dernier faisant respectivement figure d’introduction et de conclusion.

## Genèse du texte
Le Paysan de Paris est rédigé entre 1923 et 1926. Avant la publication de l’ouvrage complet, les textes « Préface à une mythologie moderne », « Le Passage de l’Opéra » et « Le Sentiment de la Nature aux Buttes-Chaumont » paraissent sous forme de feuilleton entre juin 1924 et octobre 1925 dans La Revue Européenne dirigée par Philippe Soupault. En avril 1925, une douzaine d'aphorismes du « Songe du Paysan » sont publiés dans la revue La Révolution surréaliste. Alors qu’Aragon rédige Le Paysan de Paris, le premier Manifeste du surréalisme d’André Breton est publié en octobre 1924.
Pendant la rédaction du Paysan de Paris, Aragon se trouve dans une situation personnelle particulière : après avoir quitté définitivement ses études de médecine en 1922, l’écrivain vit deux amours profondes. Il tombe d'abord amoureux de Denise Lévy entre 1923 et 1924. Ensuite, entre 1924 et 1925, il entretient une relation amoureuse avec Eyre de Lanux, immortalisée à travers la figure de la « Dame des Buttes-Chaumont » et évoquée dans « Le Songe du Paysan ».
La position d’Aragon dans le panorama littéraire de l’époque n’est pas moins complexe : bien que Le Paysan de Paris s’inscrive dans le cadre surréaliste, Aragon garde une position instable par rapport au groupe, en se présentant comme « écrivain libre ». Une allusion à la distance d’Aragon vis-à-vis du groupe surréaliste est repérable dans Le Paysan de Paris : « c'est là que je commençai à sentir un peu mieux la grandeur d'un très petit nombre de ces compagnons d'habitude, et la mesquinerie de la plupart ».
Une fois publié, Le Paysan de Paris est mal accueilli, par la critique comme par le public. La réprobation vient aussi des surréalistes : évoquant sa  première lecture de l'ouvrage au groupe, Aragon parle d’un « déluge de mots indignés ».
Le Paysan de Paris, aujourd’hui considéré comme « ouvrage d’orientation » est pour Aragon l'occasion d'un exercice de recherche de nouveaux horizons linguistiques.

## Le Paysan de Pariset la poétique d’Aragon
Le Paysan de Paris relate la promenade poétique du jeune Aragon dans le Paris des années ‘20. L’écrivain, à la quête du « merveilleux quotidien », adopte le regard naïf d’un paysan qui découvre les lieux emblématiques de la capitale française, riche en mystère et en suggestions. Dans « Le Passage de l’Opéra », Aragon fournit une description détaillée et onirique du passage éponyme, voué à disparaître en 1925. « Le Sentiment de la Nature aux Buttes-Chaumont » retrace la balade nocturne de l’écrivain avec ses amis André Breton et Marcel Noll dans le célèbre parc parisien.

### Ungenre incertain
Difficile à classer, Le Paysan de Paris est un ouvrage au genre incertain : riche en images lyriques, la prose du livre cache des éléments poétiques, comme des anaphores, des vers blancs (dont des alexandrins) et des associations phoniques. Ce passage, consacré à la blondeur et relevé par Michel Meyer en témoigne :

« J’ai mordu tout un an des cheveux de fougère. J’ai connu des cheveux de résine, des cheveux de topaze, des cheveux d’hystérie. Blond comme l’hystérie, blond comme le ciel, blond comme la fatigue, blond comme le baiser […] »

— Louis Aragon 1972, p. 51.
Dans Le Paysan de Paris, les descriptions réalistes et détaillées anticipent ainsi l’essor du lyrisme : ces lignes dédiées à la blondeur suivent par exemple la description de la révolte des commerçants du Passage de l’Opéra. Aragon se sert du réalisme pour le dépasser et aboutir à une dimension inconnue et poétique.

### L'esthétique du collage
La juxtaposition de références littéraires (par exemple, l’allusion aux poèmes de Baudelaire « À une passante » et « Les phares »), d’exercices de pastiche ou plagiat, de méditations philosophiques, d’éléments variés (publicités, affiches, jeux typographiques) et de dialogues contribuent au caractère hétérogène du Paysan de Paris. Inspiré du mouvement Dada, le collage d’éléments répond au refus de tout type de classification de la part d’Aragon. L’écrivain trouve « infimes »  les distinctions entre les genres: « poésie, roman, philosophie, maxime, tout m'est également paroles » affirme-t-il ainsi.
Cette hétérogénéité se retrouve dans les mentions par Aragon d'autres genres artistiques tels que le théâtre ou le cinéma. En exploitant les effets de décomposition du mouvement dans l’écriture, Luc Vigier souligne ainsi que Le Paysan de Paris fait notamment référence au cinéma scientifique : « Ce sont les clients du tailleur, je les vois défiler comme si j’étais un de ces appareils de prises de vues au ralenti qui photographient le gracieux développement des plantes » écrit Aragon. 
Aragon cherche de fait à saisir l’étrangeté de la réalité moderne : « Ce sont ces contraires mêlés qui peuplent notre vie, qui lui donnent la saveur et l’enivrement. Nous n’existons qu’en fonction de ce conflit, dans la zone où se heurtent le blanc et le noir ».
Les effets de rupture induits par les différentes formes de collage actualisent le texte en reproduisant le rythme de la déambulation dans la ville avec ses arrêts. Par l’irruption d’une hétérogénéité, le texte élabore une nouvelle forme de cohérence et devient une métaphore de la flânerie dans les rues de la ville qui est « transcrite » et non plus « décrite ». 

### Paris et la mythologie moderne
Paris est donc pour Aragon le laboratoire d’une mythologie moderne, qui « se noue et qui se dénoue » au fur et à mesure que l’écrivain en explore les lieux emblématiques. La topographie sert de « tremplin de l'imaginaire » qui rend possible la perception du merveilleux quotidien. Dans la ville, devenue forme poétique elle-même, l’écrivain recherche le mythe dans la réalité la plus concrète et dans le contemporain. Insaisissables et éphémères, ces éléments assument des significations poétiques et mythologiques  : « la notion, ou connaissance du concret, est donc l’objet de la métaphysique. C’est à l’apercevoir du concret que tend le mouvement de l’esprit » .
Contrairement à la mythologie ancienne, la mythologie moderne s’appuie donc sur des objets concrets, quotidiens et, par conséquent, périssables. Leur caractère temporel permet la révélation d’une réalité inconnue et dévoile la dimension éphémère et transitoire de l’homme et du monde, comme l'évoque le narrateur du Paysan de Paris :
La soudaineté de la révélation du sens mythique et ses implications dans le corps même du sujet sont représentées ici par Aragon à travers la métaphore du frisson, reprise dans le passage suivant :

« Ainsi sollicité par moi-même d’intégrer l’infini sous les apparences finies de l’univers, je prenais constamment l’habitude d’en référer à une sorte de frisson, lequel m’assurait de la justesse de cette opération incertaine. »

La poésie, les images et l’amour sont donc des voies privilégiées pour accéder au sens mythique du concret dans la réalité contemporaine. L’absence de lumière naturelle et les spécificités des  lieux parisiens choisis par le poète favorisent cet essor de la dimension inconsciente: le passage, en tant que lieu intermédiaire; le jardin, en tant que lieu d’expérience enfantine puis amoureuse.

### Le langage comme lieu d'expérimentation
Le langage joue un rôle actif dans le sentiment d’emportement : l'hétérogénéité du genre, le collage d’éléments, l’écriture comme déambulation, les descriptions à la fois minutieuses et oniriques, le lyrisme des images subordonnées à la prose et l’oralité puissante sont une voie d’accès à l’inconscient et à la révélation de la dimension inconnue et infinie de la réalité. À travers la recherche d’un nouveau langage « du polymorphe, de la métamorphose et par conséquent de l’éphémère », Aragon accomplit un exercice de style : « un pareil ouvrage mériterait bien le nom d’exercice, voire d’essai expérimental, dont l’enjeu pourrait être de “piétiner” les frontières et les styles pour faire accéder le livre à mille voisinages inédits » .

## Publications
- Aragon, Le Paysan de Paris, Paris, Éditions Gallimard, 1945 (1re éd. 1926).
- Aragon, Le Paysan de Paris, Éditions Gallimard, coll. « Folio » (no 782), 1972.
- Aragon, Le Paysan de Paris, Paris, Le Livre de poche, 1966.
- Aragon, Le Paysan de Paris, Paris, Éditions Gallimard, coll. « Bibliothèque Gallimard » (no 137), 2004.
- Aragon, « Le Paysan de Paris », dans Œuvres poétiques complètes, t. I, Paris, Gallimard, coll. « Bibliothèque de la Pléiade », 2007.

## Adaptation
En 2013, Le Paysan de Paris, sous son titre original, a été adapté et mis en scène par Sarah Oppenheim à la Maison de la Culture 93 de Bobigny,.